# Aimée du Buc de Rivéry
Aimée du Buc de Rivéry (nacida el 4 de diciembre de 1768) fue una heredera francesa desaparecida en el mar. Según la leyenda, fue capturada por piratas berberiscos y vendida como concubina. Su identidad se correspondería, al parecer, con la de Nakşidil Sultan, valide sultan (reina madre) del emperador otomano Mahmud II, si bien esto último no ha sido comprobado.

## Biografía
Aimée nació en Pointe Royale, en la isla de Martinica. Sus padres eran Henri du Buc de Rivéry (1748-1808), rico propietario de una plantación, y Marie Anne Arbousset-Beaufond (1739-1811). Era prima de Alejandro de Beauharnais, el primer esposo de Josefina de Beauharnais, que murió ejecutado en la guillotina durante El Terror.
Fue enviada a estudiar a un convento en Francia. En julio o agosto de 1788, el barco en el que viajaba de regreso a casa desapareció en el mar. Se cree que el navío fue abordado por piratas berberiscos, y que Aimée fue capturada como esclava. Posteriormente el bey de Argel la enviaría a Constantinopla, como regalo al sultán otomano.

## Nakşidil Sultan
Según la leyenda, Aimée se convirtió en la esposa del sultán Abdul Hamid I, tomando el nombre de Nakşidil e introduciendo ideales franceses al sultán y al pueblo otomano. Se ha especulado que sus reformas de estilo francés provocaron la muerte del sultán a manos de los jenízaros y de los ulemas puesto que ambos grupos se oponían a la liberalización del imperio. Durante el gobierno de Abdul Hamid I, su esposa le enseñó a hablar francés y, por vez primera, un embajador permanente fue enviado de Constantinopla a París. Selim III, hijo de Abdul, a quien sucedería como sultán, inició la publicación de un periódico francés, permitiendo a Nakşidil decorar el palacio en estilo rococó, muy popular en Francia en aquel entonces.
La teoría de que Aimée y Nakşidil son la misma persona afirma que ésta aceptó el Islam como parte de la costumbre existente en el harén así como por ser la religión de su esposo, si bien siguió siendo católica de corazón. Su última voluntad fue que un sacerdote le administrase los últimos ritos. Su hijo, el sultán, accedió a sus deseos: en su lecho de muerte, un sacerdote atravesó por vez primera el serrallo con el fin de administrar los santos sacramentos antes de la muerte de Nakşidil, cuya tumba se halla no muy lejos de Santa Sofía.

## Controversia
Algunos investigadores han examinado la supuesta historia de que Aimée formase parte del harén real, encontrando dicha historia inconsistente. Según el historiador turco Necdet Sakaoğlu, Nakşidil era de origen georgiano. Mientras que muchas historias sostienen que Aimée fue secuestrada en 1781 (lo suficientemente plausible como para haber sido la madre de Mahmud II, nacido en 1785), otras versiones afirman que Aimée permaneció en Francia con su familia hasta, al menos, 1788. Según los últimos registros de la historia, Aimée habría sido en realidad la madre adoptiva de Mahmud II, cuya madre biológica habría muerto, supuestamente, durante el parto.
Ninguna de estas afirmaciones tiene en cuenta una fuente contemporánea de 1817, la cual sostiene que Nakşidil fue secuestrada cuando tenía dos años de edad. Esta versión, de ser cierta, haría imposible que Aimée y Nakşidil pudiesen ser la misma persona.
Por su parte, Robert Vine escribió: 

El mito de dos primas de una isla caribeña convirtiéndose respectivamente en la esposa del emperador francés y en la madre del sultán otomano tiene una obvia atracción romántica - pero de la misma manera, es altamente improbable, a menos que se proporcione una prueba objetiva sólida.

Existen no obstante indicios de que las bases de la leyenda fueron cuidadosamente elaboradas. Muchos otros mitos, datados incluso de principios del siglo XVI, establecen conexiones entre la monarquía francesa y otomana, constituyendo realmente historias elaboradas con fines políticos, por lo que una alianza entre los respectivos monarcas era visto como algo justificado. En aquella época, las historias relativas a princesas secuestradas no eran objeto de rechazo con el fin de mantener buenas relaciones (tanto Napoleón III Bonaparte como Abdülaziz I se mostraron complacidos de anunciar su mutua amistad años después). En años posteriores, tanto esta historia como otras similares fueron empleadas con el fin de perpetuar prejuicios contra Turquía, Oriente Medio y el islam en general, considerados como de naturaleza misteriosa y despótica. Esta leyenda reforzó los prejuicios contra el Imperio Otomano, el cual era visto como un país atrasado donde una simple esclava extranjera era capaz de iniciar un proceso de modernización al tiempo que los nativos eran incapaces de concebir reformas necesarias.
En 1916, una mujer llamada con su mismo nombre afirmó ser ella, recordando haber nacido entre 1762, 1766, 1768, 1771 o 1776 y al parecer sabia muchos de los eventos ocurridos en el siglo XVIII e incluso la revolución francesa debido a que esto no se pudo corroborar ya que no existían las partidas de nacimiento en el siglo XVIII. Mito o no, si esto es cierto sería la persona más longeva de la historia y la que más tiempo a vivido en tres siglos diferentes, con un total de 141 años, ya que esta mujer falleció un año después en 1917.